# Четири мангупа
Четири мангупа (енгл. Breaking Away) је амерички хумористичко-драмски филм из 1979. године, режисера и продуцента Питера Јејтса, према сценарију који је написао Стив Тешић. Главне улоге у филму тумаче Денис Кристофер, Денис Квејд, Данијел Стерн, Џеки Ерл Хејли, Барбара Бари, Пол Дули и Робин Даглас, а радња прати четворицу младића из Блумингтона у Индијани, који након завршетка средње школе не знају шта да раде са својим животима, све док се један од њих не пријави на локално бициклистичко такмичење.
Филм је освојио Оскара за најбољи оригинални сценарио, а био је номинован у још четири категорије, за најбољи филм, најбољу режију, најбољу споредну глумицу (Барбара Бари) и најбољу оригиналну музику. Такође је био номинован за четири награде Златни глобус, док је победу однео у категорији за најбољи филм (мјузикл или комедија). Амерички филмски институт (АФИ) га је 2006. сместио на осмо место листе 100 најинспиративнијих америчких филмова. У јуну 2008. АФИ је објавио и своју листу „10 топ 10” — десет најбољих филмова у десет класичних америчких жанрова. На тој листи, филм Четири мангупа је заузео осмо место у жанру спортских филмова.

## Радња
Дејв, Мајк, Сирил и Мучер су четворица пријатеља из радничке класе који живе у универзитетском градићу Блумингтон у Индијани. Сада имају 19 година, завршили су средњу школу претходне године и нису сигурни шта да раде са својим животима, а студије на универзитету им делују као неостварив сан. Већину времена проводе заједно, пливајући у напуштеном, водом испуњеном каменолому. Повремено долазе у сукоб са богатијим студентима Универзитета Индијане, који их с презиром називају „резачима”, алудирајући на чест посао локалног становништва у индустрији кречњака.
Дејв је опседнут такмичарским бициклизмом, посебно италијанским бициклистима, јер је недавно освојио бицикл марке Маси. Његов приземни отац Реј, бивши каменорезац који сада води посао са половним аутомобилима, збуњен је и фрустриран синовљевом љубављу према италијанској музици и култури, коју Дејв повезује са бициклизмом. Његова мајка Евелин има више разумевања и спрема италијанска јела за породицу, што Реја додатно нервира.
Дејв се заљубљује у студенткињу по имену Кетрин и претвара се да је студент на размени из Италије како би је освојио. Једне вечери пева серенаду под њеним прозором, док га Сирил прати на гитари. Њен дечко Род и његове факултетске колеге претуку Сирила јер мисле да је јој се он удварао. Сирил не жели проблеме, али Мајк, бивши квотербек школског тима у америчком фудбалу, инсистира да пронађу Рода и освете му се. Ректор универзитета укори студенте због ароганције према „резачима” и, упркос њиховим протестима, позива град да пријави тим за годишњу бициклистичку трку Универзитета Индијане.
Када италијански бициклистички тим дође у град на егзибициону трку, Дејв је одушевљен што може да се такмичи са њима. Међутим, Италијани су изнервирани његовом изазову њиховој „унапред одређеној” победи и натерају га да излети са стазе, због чега му разбијају илузије о љубави према Италији. Након тога, Дејв признаје Кетрин да ју је лагао, што је оставља сломљеног срца.
Пријатељи убеђују Дејва да им се придружи у бициклистичкој трци. Реј му приватно прича како је, као млади каменорезац, био поносан на то што је помогао у изградњи универзитета, иако се никада није осећао добродошлим на кампусу. Касније, Дејв среће Кетрин, која је добила посао у Чикагу. Њих двоје се мире пре њеног одласка.
Дејв, као једини вешти бициклиста у тиму, вози готово целу трку без паузе, за разлику од других тимова који редовно мењају возаче. Иако стиче малу предност, он пада и мора да га замени неко од пријатеља. Мајк, Сирил и Мучер дају све од себе, али тим заостаје. На крају, Дејв им говори да му залепе стопала за педале, како би могао да заврши трку без новог силаска, и почиње да надокнађује изгубљену предност. У последњем кругу престиже Рода (који вози за фаворизовани тим) и побеђује.
Реј је поносан на свог сина и почиње сам да вози бицикл због здравља. Касније, Дејв се уписује на универзитет, где упознаје лепу студенткињу из Француске. Ускоро јој с одушевљењем прича о Тур де Франсу и француским бициклистима.

## Улоге
| Глумац          | Улога         |
| --------------- | ------------- |
| Денис Кристофер | Дејв Столер   |
| Денис Квејд     | Мајк          |
| Данијел Стерн   | Сирил         |
| Џеки Ерл Хејли  | Мучер         |
| Пол Дули        | Реј Столер    |
| Барбара Бари    | Евелин Столер |
| Робин Даглас    | Кетрин        |
| Харт Бокнер     | Род           |
| Пи-Џеј Соулс    | Сузи          |
| Ејми Рајт       | Ненси         |
| Џон Ештон       | Рој           |